# Nónusz
A Nónusz latin eredetű férfinév, jelentése: kilencedik (gyermek).  Női párja: Nóna.

## Gyakorisága
Az 1990-es években szórványos név, a 2000-es években nem szerepel a 100 leggyakoribb férfinév között.

## Névnapok
- március 16.[2]